# كلايتون (أوكلاهوما)
كلايتون (بالإنجليزية: Clayton, Oklahoma)‏ هي بلدة أمريكية تقع في الولايات المتحدة في مقاطعة بوشماتاها، أوكلاهوما. يقدر عدد سكانها بـ 1,012 نسمة حسب تعداد الولايات المتحدة في عام 2010 ومساحتها 4.4 كم2 ووترتفع عن سطح البحر 185 متر.

## التاريخ
كان تعرف كلايتون (أوكلاهوما) باسم مدينة ديكستير، تم إنشاء مكتب لبريد الولايات المتحدة في دكستر في اللمنطقة الهندية في شهر مارس عام 1894 وتم تسميته باسم ديكستر.
تم تغير الاسم الرسمي لمكتب البريد إلى كلايتون، في المنطقة الهندية في ال5 من شهر أبريل عام 1907.

## أعلام
- لي روي ويست